# Pleizenhausen
Pleizenhausen est une municipalité du Verbandsgemeinde Simmern, dans l'arrondissement de Rhin-Hunsrück, en Rhénanie-Palatinat, dans l'ouest de l'Allemagne.

## Liens externes

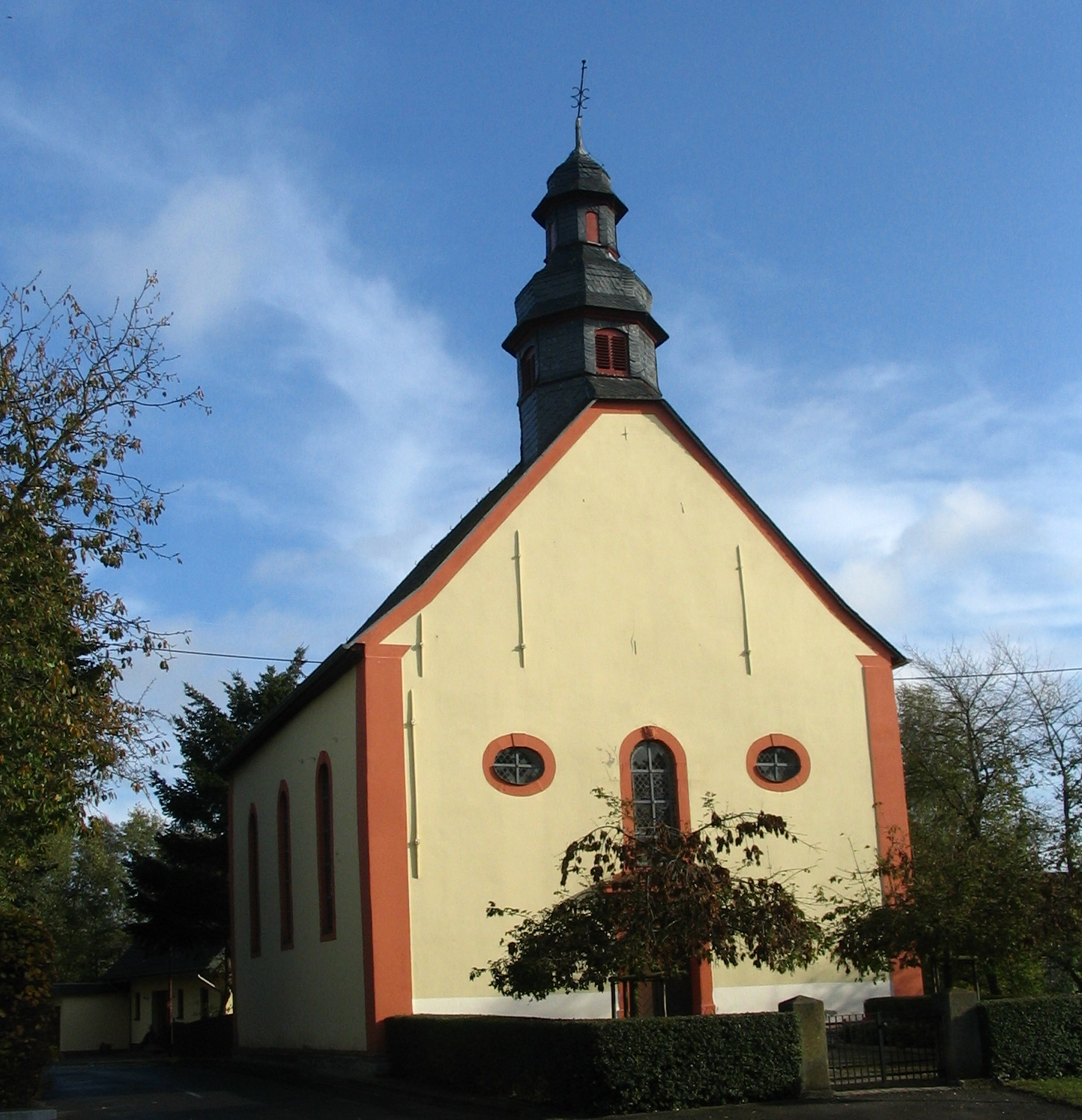
Église évangélique de Pleizenhausen

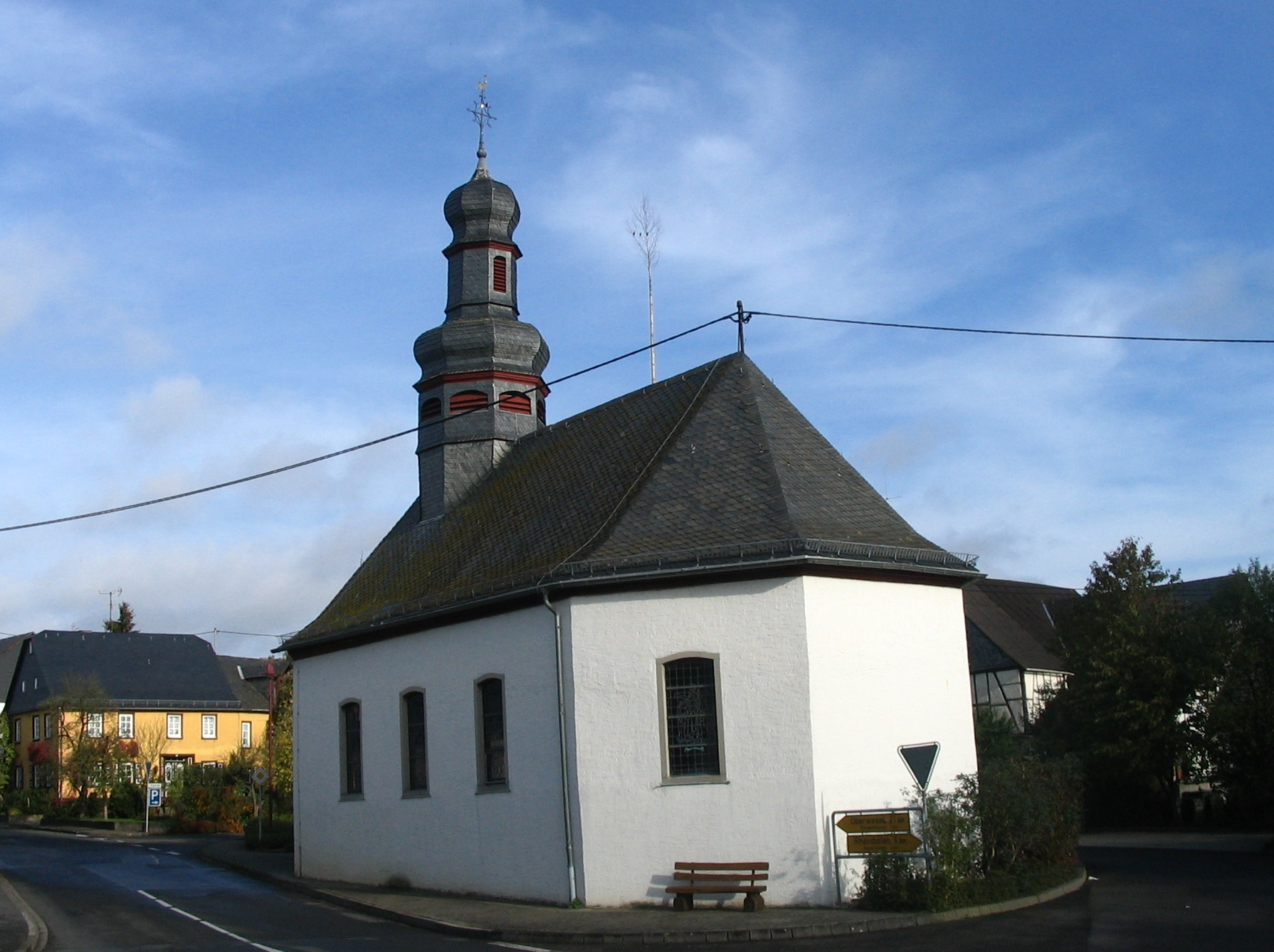
Chapelle catholique St. Wendelin de Pleizenhausen